# 李大经
李大经，江西南昌人，明朝政治人物。

## 生平
李大经1587年接替何懋官任崇明县知县一职，1590年由沈一德接任。